# Westfälischer Friede

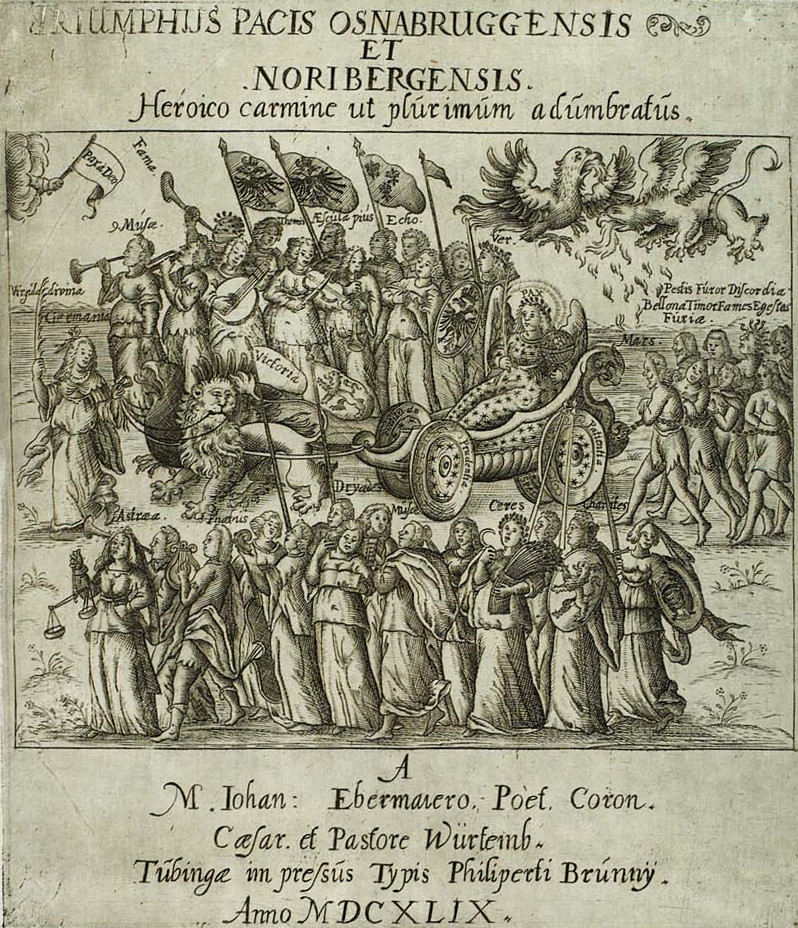
Triumph des Osnabrücker und Nürnberger Friedens, allegorische Darstellung des Religionsfriedens, 1649.

Der Westfälische Friede (Latein: Pax Westphalica) oder der Westfälische Friedensschluss besteht aus zwei Friedensverträgen, die am 24. Oktober 1648 in Münster und Osnabrück geschlossen wurden und den Dreißigjährigen Krieg beendeten. Zusammen mit dem am 15. Mai desselben Jahres ratifizierten Frieden von Münster, der parallel verhandelt wurde, aber nicht als Teil des Westfälischen Friedens gilt, fand damit der erste große Friedenskongress der Neuzeit seinen Abschluss.
Entsprechend den nach Verhandlungsparteien getrennten Tagungsorten des Friedenskongresses wurden zwei komplementäre Friedensverträge ausgehandelt. Für den römisch-deutschen Kaiser und Frankreich war dies der Münstersche Friedensvertrag (Instrumentum Pacis Monasteriensis, IPM) und für Kaiser und Reich einerseits und Schweden andererseits der Osnabrücker Friedensvertrag (Instrumentum Pacis Osnabrugensis, IPO). Beide Verträge wurden schließlich am selben Tag, dem 24. Oktober 1648, in Münster im Namen von Kaiser Ferdinand III. und König Ludwig XIV. von Frankreich bzw. Königin Christina von Schweden unterzeichnet.
Vorausgegangen war ein fünf Jahre währender Friedenskongress aller Kriegsparteien, der zugleich in beiden Städten tagte. Es war der erste internationale Kongress, auf dem nahezu alle großen europäischen Mächte vertreten waren. In einem separaten Friedensexekutionskongress zwischen April 1649 und Juli 1650 in Nürnberg, dem Nürnberger Exekutionstag, wurden in zwei Rezessen verbindliche Abmachungen zu Abrüstungs- und Entschädigungsfragen getroffen. Die Beschlüsse des Westfälischen Friedens und die Ergänzungen im Nürnberger Exekutionstag wurden als Reichsgrundgesetz behandelt und im vollen Wortlaut in den Abschied des Reichstages vom 17. Mai 1654 aufgenommen, genannt Jüngster Reichsabschied.
Der Westfälische Friede war Namensgeber des Westfälischen Systems und wurde zum Vorbild für spätere Friedenskonferenzen, da er dem Prinzip der Gleichberechtigung der Staaten, unabhängig von ihrer tatsächlichen Macht, zur Durchsetzung verhalf. Die reichsrechtlichen Regelungen des Friedens von Münster, Osnabrück und Nürnberg wurden zu Bestandteilen der Verfassungsordnung des Heiligen Römischen Reiches Deutscher Nation bis zu dessen Ende im Jahr 1806. Zugleich trug der allgemeine Friede – die pax universalis – von Münster und Osnabrück zur gesamteuropäischen Stabilität bei, da sich spätere Friedensschlüsse bis zur Französischen Revolution immer wieder an ihm orientierten. Um die gesamteuropäische Bedeutung des Westfälischen Friedensschlusses zu würdigen, wurden die Rathäuser von Münster und Osnabrück als Verhandlungsorte im April 2015 von der EU-Kommission mit dem Europäischen Kulturerbe-Siegel ausgezeichnet.

## Überblick

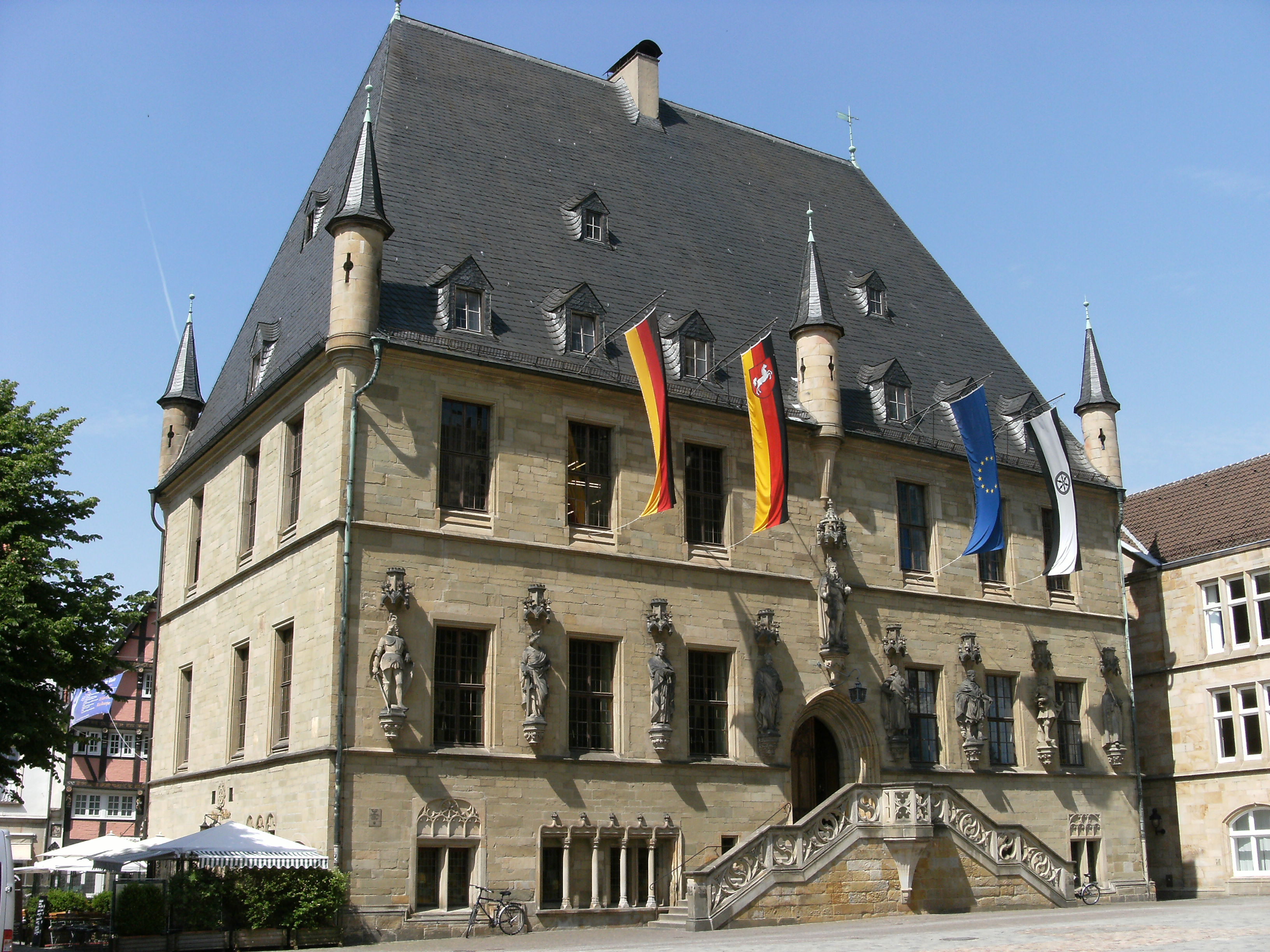
Das historische Rathaus von Osnabrück, von dem aus der Friede verkündet wurde.

Die Westfälischen Friedensverträge beendeten den Dreißigjährigen Krieg im Reich. Kern der Regelungen war ein neues Reichsreligionsrecht. Die Rechte der Reichsstände gegenüber dem Kaiser und in ihren eigenen Territorien wurden auf die hergebrachten Grundsätze festgeschrieben. Der Westfälische Friede wurde ein Grundgesetz des Reiches und war seitdem einer der wichtigsten Teile der Reichsverfassung. Daneben akzeptierten die Friedensverträge auch die Unabhängigkeit der Schweizerischen Eidgenossenschaft von der Gerichtsbarkeit der Reichsgerichte (Art. VI IPO = § 61 IPM) und erkannten damit faktisch ihre staatliche Unabhängigkeit an.
Es gelang in Münster aber nicht, eine Lösung für den wichtigsten Hegemonialkonflikt der Zeit zu finden, da die Verhandlungen zwischen Frankreich und Spanien scheiterten. Ein spanisch-französischer Ausgleich kam erst mit dem Pyrenäenfrieden von 1659 zustande. Insofern war der Westfälische Friede nur ein Teilerfolg des Kongresses.
Trotz seines fragmentarischen Charakters galt der Westfälische Friede bis zur Französischen Revolution als Grundlage des Systems der europäischen Staaten, das um 1650 erst im Entstehen begriffen war. Anlass für dieses Urteil sind die Teilnahme vieler politisch relevanter Mächte am Kongress (wichtige Ausnahmen: Polen, Russland, England), ihre ausdrückliche Nennung im schwedisch-kaiserlichen Vertrag, die Garantie für die Einhaltung der Verträge durch Frankreich und Schweden und der Bezug auf sie in späteren Friedensverträgen.

## Vorbereitungen des Kongresses
Obwohl das Thema „Universalfriedenskongress“ seit 1637 zwischen den Kriegsparteien verhandelt worden war, wurde erst im Dezember 1641 in Hamburg eine Einigung (Hamburger Präliminarfrieden) über die Teilnehmer und Münster und Osnabrück als Orte der Verhandlungen erzielt. Beide Verhandlungsstädte und die Verbindungswege zwischen ihnen waren vorab für entmilitarisiert erklärt worden und alle Gesandtschaften erhielten freies Geleit.
Die wirklichen Friedensverhandlungen begannen im Juni 1645 und wurden in Osnabrück direkt, ohne Vermittlung, zwischen den kaiserlichen, den reichsständischen und den schwedischen Gesandten, in Münster dagegen unter päpstlicher und venezianischer Vermittlung zwischen den kaiserlichen und den französischen Gesandten geführt. Die Trennung geschah, teils um Rangstreitigkeiten zwischen Frankreich und Schweden vorzubeugen, teils auch, weil die protestantischen Mächte und die Römische Kurie nicht miteinander verhandeln wollten.
Kaiser Ferdinand III. wehrte sich anfangs vehement gegen die Beteiligung der Reichsstände an den Verhandlungen, wurde aber insbesondere durch Frankreich gezwungen, die Beteiligung der Reichsstände zuzulassen. Der entscheidende Durchbruch wurde am 11. Juli 1645 im Rahmen des Lengericher Conclusums erzielt. Durch die Beteiligung der Reichsstände wurde der Kongress in Osnabrück neben den Verhandlungen zwischen dem Reich und Schweden zu einem deutschen Verfassungskonvent, während in Münster zusätzlich die europäischen Rahmenbedingungen, die lehnsrechtlichen Probleme und der Friede zwischen Spanien und der Republik der Niederlande verhandelt wurde.
Rang- und Titelstreitigkeiten verzögerten noch lange die Eröffnung des Kongresses, da es die erste Vereinigung der Gesandten der mitteleuropäischen Staaten war und die Etiquette ganz neu geregelt werden musste.

## Teilnehmer
Neben dem Kaiser, Spanien, dem Königreich Schweden, Frankreich, den Niederlanden, der Republik Venedig und dem Heiligen Stuhl waren auch sämtliche Reichsstände auf dem Friedenskongress vertreten. Frankreich und das Königreich Schweden setzten die Beteiligung der Reichsstände gegen den lang anhaltenden kaiserlichen Widerstand durch. Er musste sich dem Willen der Verhandlungspartner beugen und am 29. August 1645 alle Reichsstände zu den Verhandlungen einladen. Ihre Zulassung war ein Schritt von erheblicher Tragweite. Bisher hatte der Kaiser gemeinsam mit den Kurfürsten das Reich nach außen hin vertreten. Nun wurde dieses Recht auch auf die Fürsten und Reichsstädte ausgedehnt.
Insgesamt wurde der Kongress von ca. 110 Gesandtschaften besucht, die 16 verschiedene europäische Staaten repräsentierten und über 140 Reichsstände vertraten.
Dänemark beabsichtigte auf dem Kongress eine vermittelnde Rolle zwischen dem Reich und Schweden einzunehmen. Schweden misstraute der Neutralität Dänemarks, mit dem es im Ostseeraum rivalisierte, und griff es Ende 1643 im Torstenssonkrieg an. Nach anderthalb Jahren siegte Schweden, daraufhin spielte Dänemark keine Rolle mehr bei den Verhandlungen.

## Beteiligte Personen

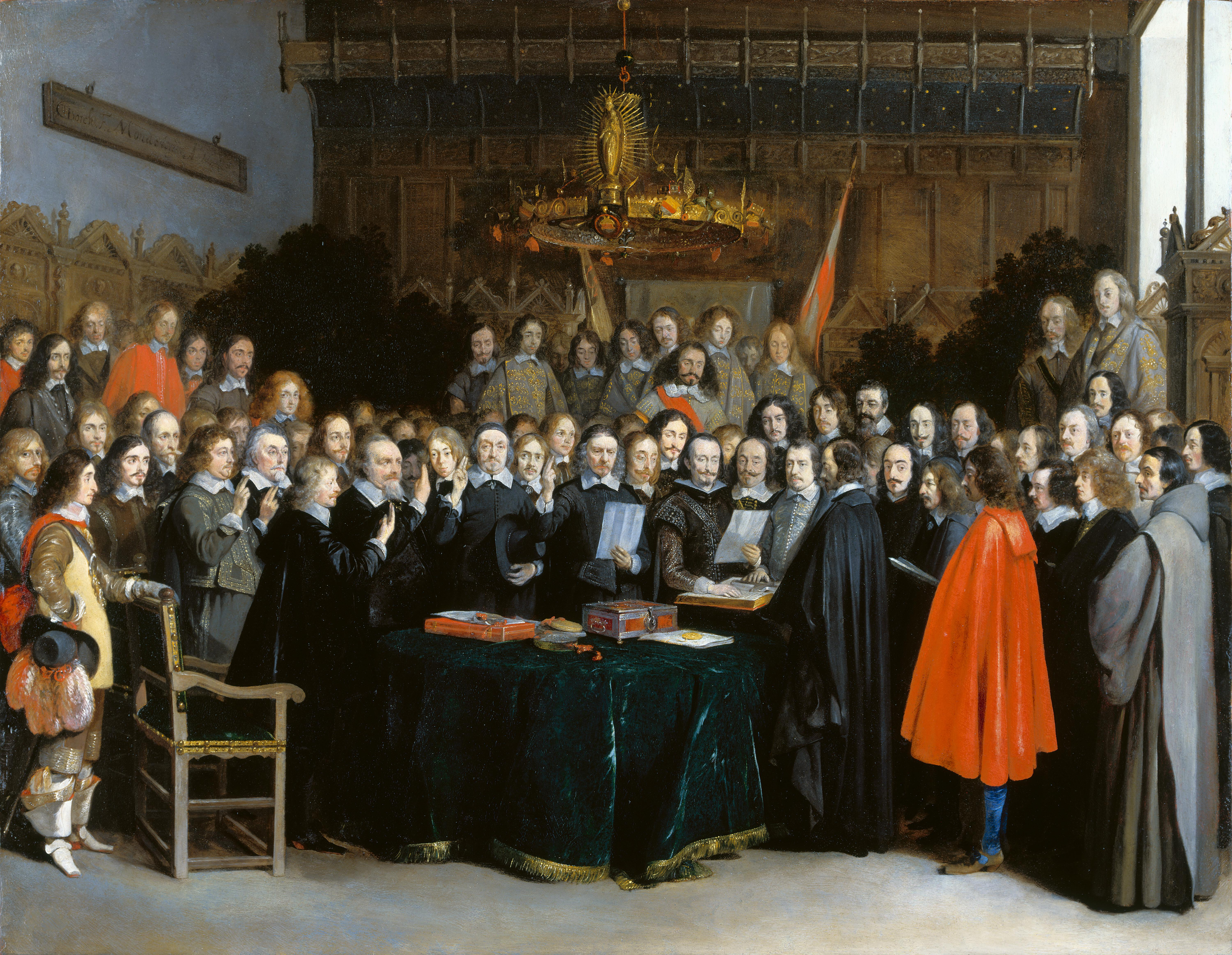
Die spanischen und niederländischen Gesandten beschwören am 15. Mai 1648 im Rathaussaal den Frieden von Münster. Für die Verträge vom 24. Oktober 1648 hat eine solche feierliche Zeremonie nicht stattgefunden.

Von französischer Seite verhandelten in Münster Henri II. d’Orléans, Herzog von Longueville, ein Mitglied des Hochadels, sowie die Diplomaten Claude de Mesmes, comte d’Avaux, und Abel Servien.
Von Schweden waren bevollmächtigt: Johan Oxenstierna, der Sohn des Reichskanzlers Axel Oxenstierna, und Johan Adler Salvius.
Kaiserlicher Hauptgesandter (für beide Orte) war Graf Maximilian von Trauttmansdorff, in Münster unterstützten ihn Graf (später Fürst) Johann Ludwig von Nassau-Hadamar und der Jurist Isaak Volmar, in Osnabrück waren bevollmächtigt Johann Maximilian von Lamberg und der Kaiserliche Reichshofrat Johannes Krane aus Geseke, ebenfalls ein Jurist. Volmar vertrat gleichzeitig die Tiroler Linie der Habsburger, die in Vorderösterreich regierte.
Als Vermittler (Mediatoren) waren der Kölner Nuntius Fabio Chigi (der spätere Papst Alexander VII.) und der venezianische Diplomat Alvise Contarini berufen worden.
Vom spanischen Hof waren Gaspar de Bracamonte y Guzmán conde de Peñaranda, Diego de Saavedra Fajardo, Antoine Brun, Joseph Bergaigne u. a. anwesend.
Die Generalstaaten hatten sechs Bevollmächtigte geschickt, darunter Adriaan Pauw und Willem Ripperda; die Eidgenossenschaft vertrat Johann Rudolf Wettstein, Bürgermeister von Basel. Daneben waren zahlreiche Reichsstände vertreten.
Unter den Gesandten der evangelischen Stände zeichneten sich aus: Der Gesandte Sachsen-Altenburgs, Wolfgang Konrad von Thumbshirn, der Gesandte von Kursachsen Johann Ernst Pistoris, der zusammen mit Johann Leuber zeitweise auch den Vorsitz im Corpus Evangelicorum innehatte, sowie der Bevollmächtigte des Hauses Braunschweig-Lüneburg, Jakob Lampadius. Die Gesandtschaft von Kurbrandenburg wurde von Johann VIII. von Sayn-Wittgenstein-Hohenstein geleitet. Andere, wie der Gesandte von Württemberg, Johann Konrad Varnbüler, trugen durch ihre engen Kontakte zu Schweden erheblich zu den späteren Regelungen bei.
Der Standpunkt der katholischen Stände wurden lange bestimmt von den Maximalisten Franz Wilhelm von Wartenberg für Kurköln, Johann von Leuchselring für Augsburg, und Adam Adami, Gesandter des Fürstabtes von Corvey und der im Restitutionsedikt wiederhergestellten schwäbischen Klöster. Später verständigten sich die Gesandten kompromissbereiterer Stände wie Hugo Everhard Cratz von Scharfenstein und Nikolaus Georg Reigersberg für Kurmainz mit den evangelischen Ständen. Als weitere katholische Gesandte nahmen unter anderem Hugo Friedrich von Eltz für Kurtrier und für Bamberg der Präfekt des Domkapitels Cornelius Gobelius teil. Von allen Beteiligten war Adami der einzige, der eine geschichtliche Darstellung über die Versammlung abfasste.

## Verhandlungen

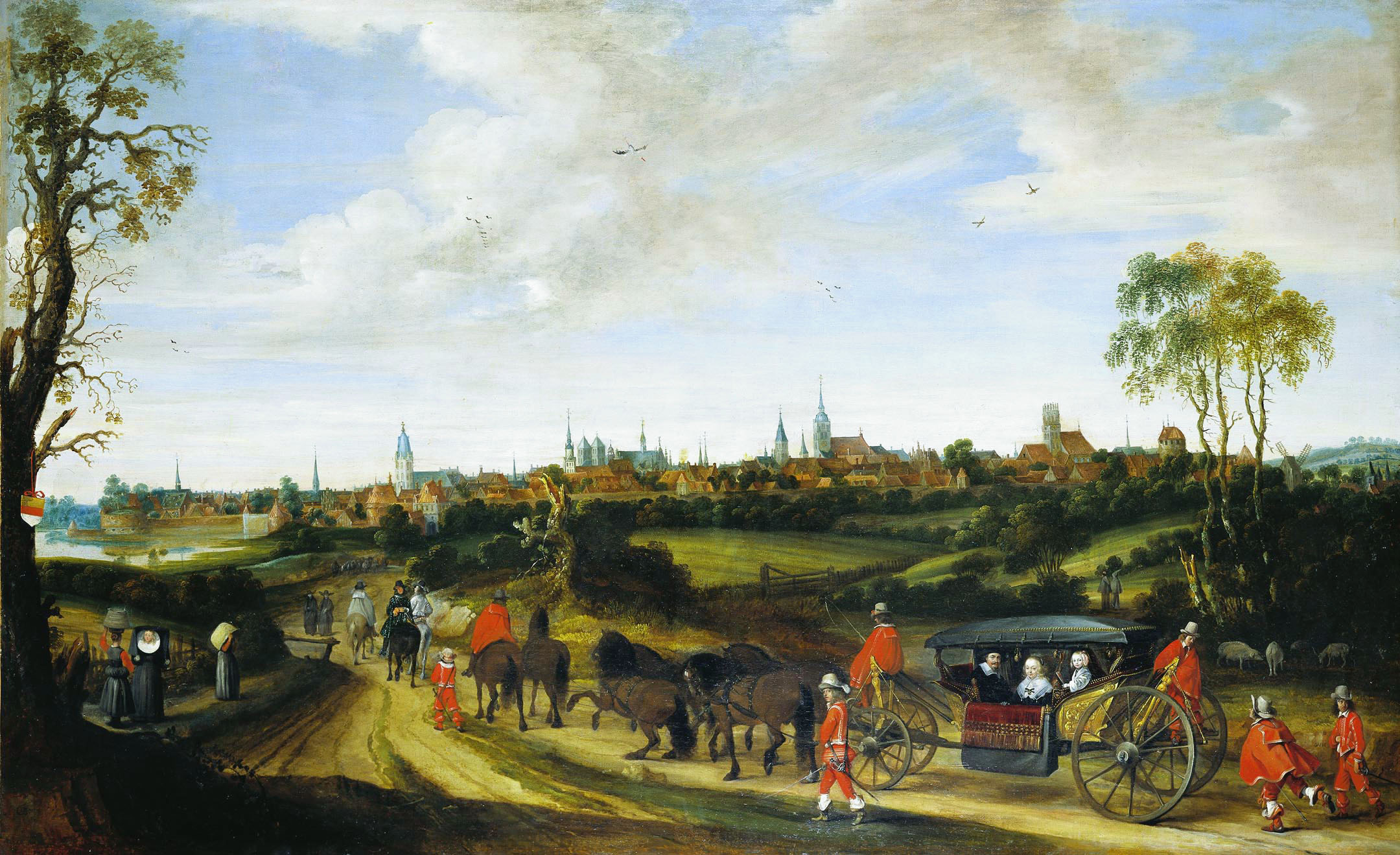
Einzug in Münster zu den Friedensverhandlungen 1643, Stadtmuseum Münster.

Während der Verhandlungen dauerte der Krieg unvermindert an und die militärischen Erfolge der ausländischen Mächte beeinflussten die Verhandlungen erheblich.
Obwohl die Beteiligung der Reichsstände an den Verhandlungen mehrfach gefordert wurde (Admissionsstreit), vertrat der Kaiser das Reich anfangs alleine. Ein seit 1642/43 in Frankfurt tagender Reichsdeputationstag beriet hingegen die verfassungspolitischen Probleme des Reiches. Dementsprechend schlug der schwedische Gesandte Johan Adler Salvius schon 1643 vor, die Majestätsrechte zu usurpieren, und formulierte: Ihre Sekurität besteht in der deutschen Stände Libertät.

### Austausch der Propositionen und Zulassung der Reichsstände
Die Gesandten verhandelten zunächst nur über Verfahrensfragen, um die Absichten der Gegner herauszufinden und den eigenen Standpunkt mit den jeweiligen Verbündeten abzustimmen. Sowohl auf Seiten Schwedens und Frankreichs als auch auf der des Kaisers verschleppte man den Austausch der jeweiligen Forderungen über ein Jahr lang. Der Kaiser stimmte erst nach dem Ausbleiben militärischer Erfolge gegen die Schweden im Torstenssonkrieg einem Austausch der Propositionen (dem jeweiligen Forderungskatalog) am 4. Dezember 1644 zu. Darin forderte der Kaiser von den Franzosen die Rückgabe aller eroberten Gebiete unter Einschluss Lothringens. Den Schweden bot er Verhandlungen an auf Basis der 1635 von ihnen in damals gescheiterten Verhandlungen gestellten Forderungen über eine finanzielle Entschädigung und eine Amnestie für schwedische Verbündete im Reich. Frankreich und Schweden forderten dagegen vor dem Beginn eigentlicher Verhandlungen die Einladung aller Reichsstände, Frankreich zudem die Freilassung und Wiedereinsetzung des Trierer Kurfürsten. Beide Seiten wollten vermeiden, mit territorialen Forderungen oder Zugeständnissen die Reichsstände in die Arme der Gegenseite zu treiben.
Ferdinand III. fühlte sich von den Forderungen in seinen kaiserlichen Rechten angegriffen und die Mitglieder seines Geheimen Rats urteilten, dass die ausländischen Kronen nicht an einem Frieden interessiert waren. Der Rat empfahl deshalb, den Frieden militärisch zu erzwingen. Dieser Versuch scheiterte im März 1645 mit einer schweren Niederlage in der Schlacht bei Jankau. Dadurch wurde der Kaiser nachgiebiger und er kam Frankreich im April mit der Freilassung des Trierer Kurfürsten entgegen. Am 11. Juni übergaben Frankreich und Schweden ihre Hauptpropositionen mit den ersten substanziellen Forderungen wie der freien Bündniswahl der Reichsstände, einer Restitution und Amnestie der Stände auf Basis des Jahres 1618 sowie einem Verbot der Königswahl Vivente imperatore, aber ohne Gebietsansprüche. Die französische Krone verlangte zudem ein Verbot für den Kaiser, Spanien weiter militärisch gegen sie zu assistieren. Der Kaiser lehnte das Assistenzverbot, das Verbot der Wahl Vivente imperatore sowie eine Restitution und Amnestie auf dem Stand von 1618 ab, gewährte den Reichsständen aber ihr Bündnisrecht und lud diese am 29. August alle zum Kongress ein.

### Ankunft Trauttmansdorffs und Vorverträge mit Frankreich und Schweden

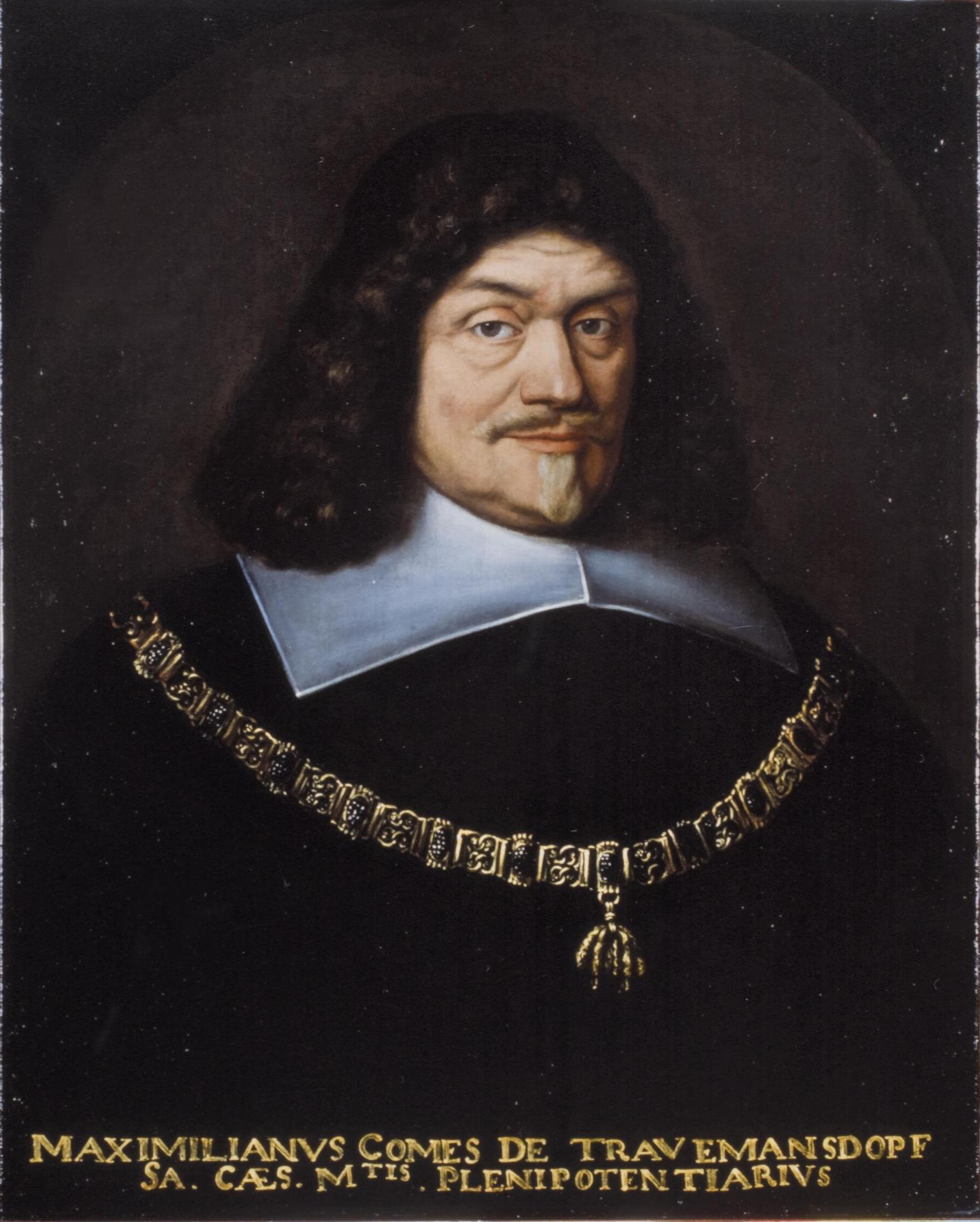
Maximilian von Trauttmansdorff, prägende Figur des Kongresses. Porträt im Friedenssaal des Historischen Rathauses Münster.

Die Ankunft des kaiserlichen Hauptgesandten Trauttmansdorff im November 1645 wurde als wesentliches Zeichen einer Friedensbereitschaft des Kaisers gewertet. Er war von Ferdinand III. mit großen Vollmachten ausgestattet, um sich mit den Ständen über Verfassungs- und Religionsfragen zu verständigen und die Zugeständnisse gegenüber Schweden und Frankreich gering zu halten. Eine Geheiminstruktion legte fest, was er den Kronen anbieten konnte, die am 7. Januar 1646 ihre Gebietsansprüche offenbarten. Mit Schweden konnte Trauttmansdorff sich schnell auf die Abtretung von der Hälfte Pommerns und des Erzstifts Bremen einigen. Gegenüber dem französischen Anspruch auf das Elsass drängte der bayerische Kurfürst Maximilian aber auf weites Entgegenkommen, weil er sich selbst die Unterstützung durch die Franzosen in der Pfalzfrage und zur Stellung der katholischen Kirche erhoffte. Anfangs boten die Kaiserlichen den Franzosen nur die seit 1552 französisch besetzten lothringischen Bistümer und die savoyische Festung Pinerolo an. Durch den Druck vom bayerischen Verbündeten und weil die Franzosen aus unbekannter Quelle wussten, zu welchen Zugeständnissen Trauttmannsdorff bevollmächtigt war, musste er nach und nach Teile des Elsass preisgeben. In den Verhandlungen konnte er aber den Breisgau und die Waldstädte für die kaiserlich-habsburgische Seite behaupten. Am 13. September 1646 schlossen Frankreich und der Kaiser einen Vorvertrag.
Zwischen dem Kaiser und Schweden gelang am 18. Februar 1647 eine vorläufige Einigung, nachdem kaiserlicher und französischer Druck Brandenburg zum Verzicht auf Vorpommern gebracht hatte. Bei der Umgestaltung der Reichsverfassung war der Kaiser mit dem Zugeständnis der Zustimmungspflicht des Reichstags über Krieg und Frieden (ius pacis et belli) den Ständen so weit entgegen gekommen, dass weitergehende Forderungen nach der Einschränkung kaiserlicher Rechte keine Chance auf Erfolg hatten. Entsprechende Fragen wie die Königswahl oder die Wahlkapitulationen wurden auf den nächsten Reichstag verwiesen. Schwieriger erwies sich die Bestimmung des „Normaljahres“, auf dessen Stand die Restitutionen und Amnestien erfolgen sollten. Die Protestanten forderten das für Kaiser und Katholiken besonders ungünstige Jahr 1618. Auf kursächsischen Vorschlag, der von Trauttmansdorff aufgegriffen wurde, einigte man sich als Kompromiss auf das Jahr 1624 für die Restitution kirchlichen Besitzstands im Reich. In den habsburgischen Erblanden beharrte der Kaiser dagegen auf dem religiösen Status quo und damit der vollständigen Rekatholisierung.
Für die Gewährung der freien Religionsausübung für alle Stände und Untertanen außerhalb der Erblande, die dieses Recht bereits im Jahr 1624 besaßen, was hauptsächlich den Protestanten zugutekam, akzeptierten diese die Übertragung der pfälzischen Kurwürde und der Oberpfalz an Bayern. Für die Kurpfalz sollte eine neue, achte Kurwürde geschaffen werden. Der Kaiser war durch den zwischenzeitlichen Waffenstillstand Bayerns mit seinen Gegnern im März 1647 in dieser Phase sehr kompromissbereit. Am 13. Juni 1647 legte Trauttmansdorff für die Verträge mit Schweden und Frankreich jeweils einen Entwurf vor, das sogenannte Trauttmansdorffianum. Noch unberücksichtigt waren darin die Forderung der Schweden nach einer Satisfaktionszahlung zur Abrüstung der eigenen Armee sowie die Ansprüche der schwedischen Verbündeten Baden-Durlach und Hessen-Kassel. Außerdem forderte Schweden weiterhin, dass die aus dem habsburgischen Böhmen vertriebenen Exulanten zurückkehren durften und ihr Besitz restituiert wurde. Trauttmansdorff wartete einen Monat lang vergeblich auf eine endgültige Einigung und reiste dann ab.

### Abschluss der Verhandlungen

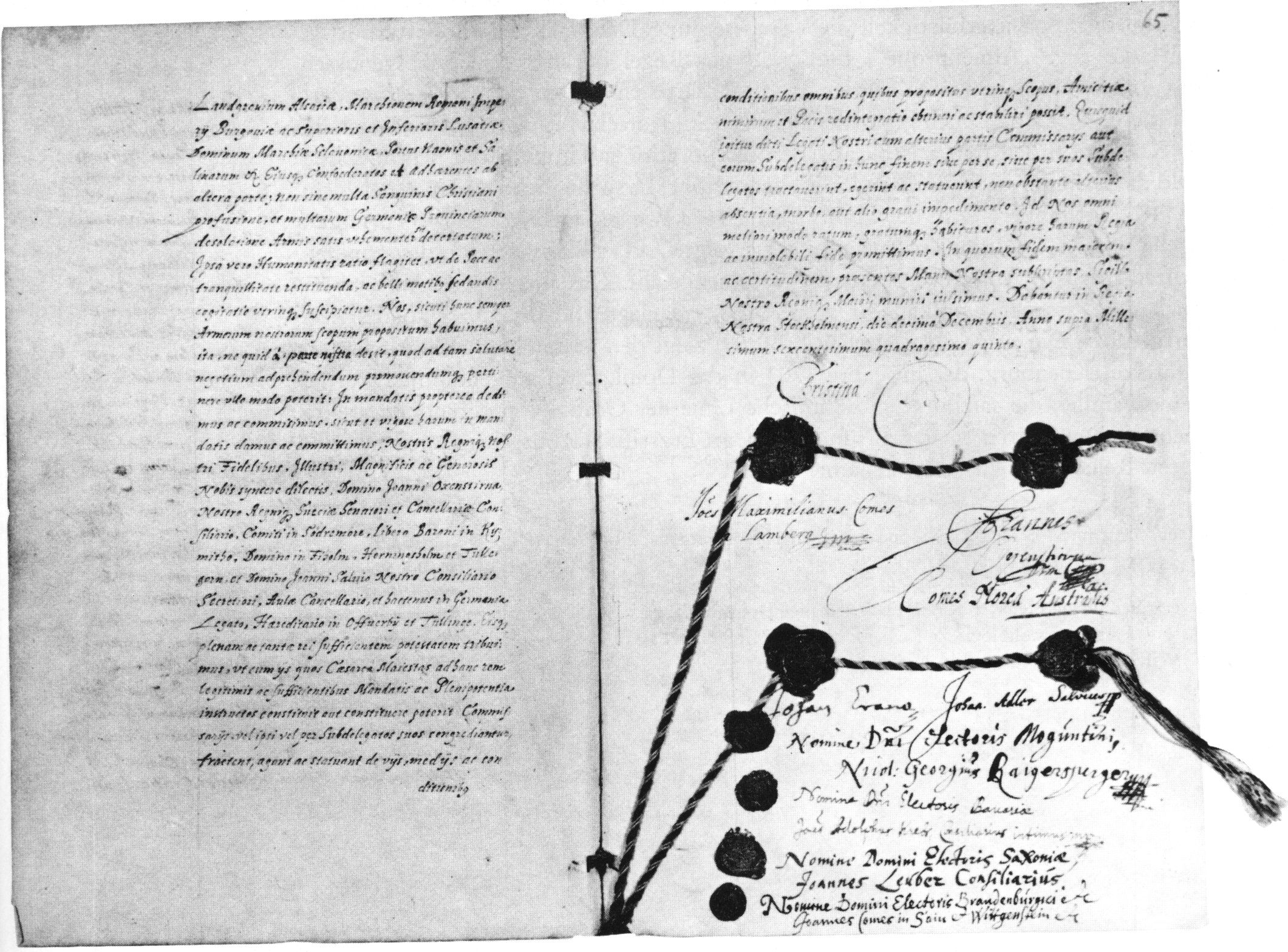
Der Friedensvertrag von Osnabrück, Ausfertigung von 1649 für den Kurfürsten Maximilian I. von Bayern. Siegel der kaiserlichen und der schwedischen sowie des Mainzer Gesandten. München, Bayerisches Hauptstaatsarchiv, Kurbayern Urk. 1698.

In der letzten Verhandlungsphase versuchte der Kaiser nach dem vorherigen Entgegenkommen gegenüber den Protestanten, nachträgliche Verbesserungen für die Katholiken zu erreichen. Dazu fühlte er sich durch die bevorstehende Einigung zwischen Spanien und den Niederlanden sowie der militärischen Rückkehr Bayerns an seine Seite in der Lage. Bayern war aber vor allem an einem schnellen Friedensschluss interessiert und schloss sich in den Verhandlungen anderen kompromissbereiten katholischen Ständen wie Mainz an, die die Initiative übernahmen und direkt mit den Protestanten und den Schweden über die konfessionellen Verhältnisse verhandelten. Auch der einflussreichste verbliebene Gesandte des Kaisers, Isaak Volmar, ließ die Kompromisse des Trauttmansdorffianum möglichst nicht mehr infrage stellen. Mit den Franzosen einigte er sich am 11. November 1647, den noch unverbindlichen ersten Vorvertrag unverändert in den Münsterer Vertrag aufzunehmen. Offen blieb der Einschluss Spaniens in den Frieden, den der Kaiser weiter für unverzichtbar hielt, der aber mangels Fortschritten in den französisch-spanischen Verhandlungen immer unwahrscheinlicher wurde.
Erst 1648 gab es eine Einigung über die „Militärsatisfaktion“ für die Schweden und die Forderungen Hessen-Kassels. Das letztere gab sich am 8. April 1648 mit der Zahlung von 600.000 Talern durch die Stifte Mainz, Köln, Münster, Paderborn, sowie die Reichsabtei Fulda zufrieden, und verzichtete daraufhin auf seine Ansprüche auf benachbarten Kirchenbesitz. Am 24. April einigte sich Kassel mit Hessen-Darmstadt um die Aufteilung des Marburger Erbes, was dem Hessenkrieg ein Ende setzte. Die Reichsstände vereinbarten mit Schweden am 12. Juni die Zahlung von 5 Millionen Talern durch 7 Reichskreise für die Demobilisierung der schwedischen Armee, woraufhin die Schweden die Forderung nach einer Restitution der böhmischen Exulanten aufgaben. Am 6. August 1648 wurde sich auf den finalen Entwurf für einen kaiserlich-schwedischen Friedensvertrag geeinigt. Als letztes Hindernis für den Frieden war der Kaiser im September bereit, die Unterstützung seines Verbündeten Spanien im Kampf gegen Frankreich einzustellen, weil die Reichsstände drohten, den Frieden auch ohne den Kaiser zu beschließen.
Beide Friedensverträge wurden am 24. Oktober 1648 zu Münster unterzeichnet. Erst nahezu vier Monate später am 18. Februar 1649 wurden die Ratifikationsurkunden ausgetauscht, und noch lange dauerten verschiedene Verhandlungen über die Umsetzung der Friedensbestimmungen. Für die Abwicklung der Demobilisierung wurden neue Verhandlungen nötig, die in Nürnberg vom Mai 1649 an stattfanden, und mit zwei Vereinbarungen, vom 26. Juni 1650 und vom 2. Juli 1650, endeten. Der vom Heiligen Stuhl im August 1650 gegen den Friedensvertrag eingelegte und auf den 26. November 1648 zurückdatierte Protest gegen die religionsrechtlichen Regelungen der Verträge blieb wirkungslos.

## Bestimmungen des Westfälischen Friedens

### Territoriale Veränderungen

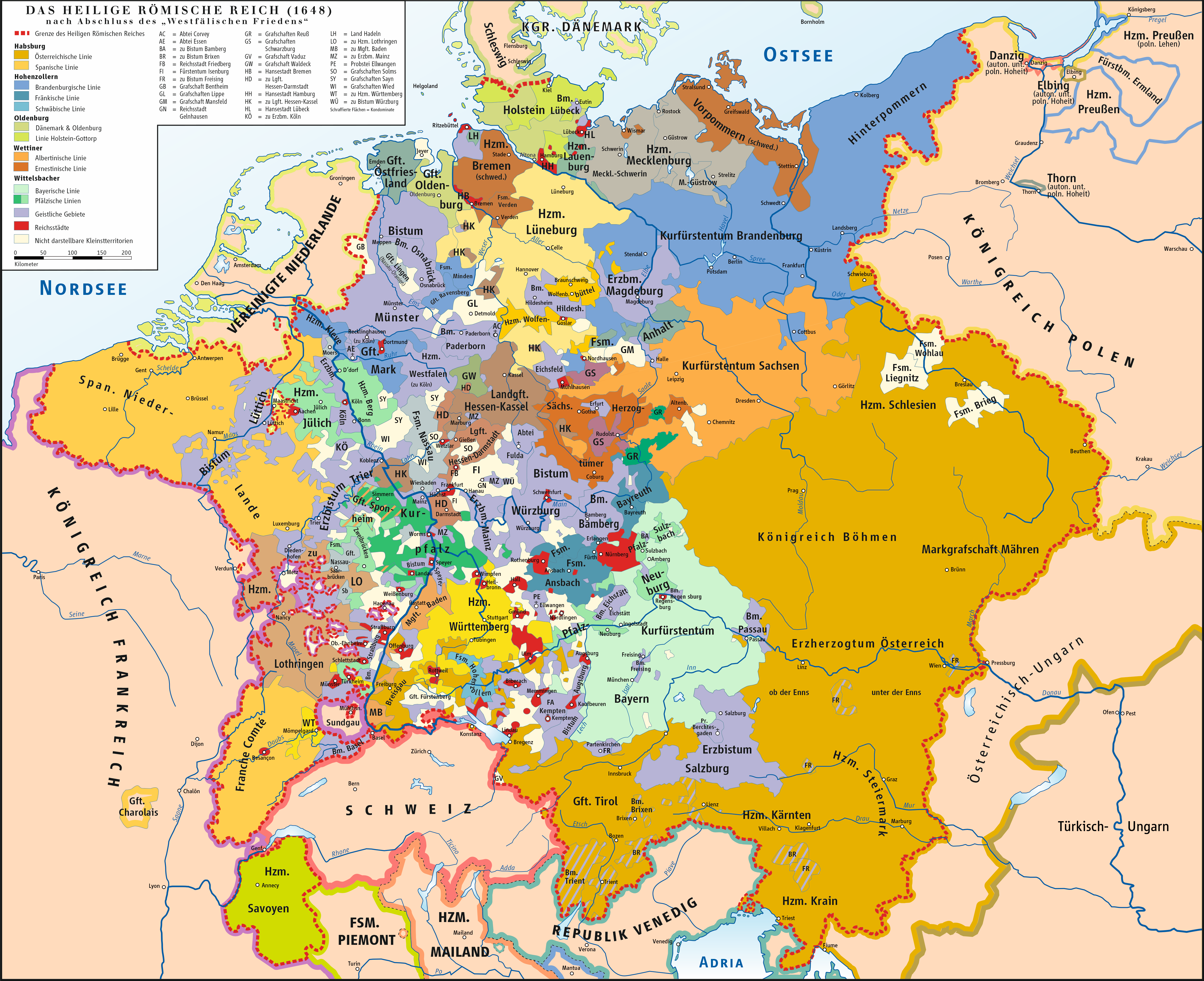
Das Heilige Römische Reich, 1648.

Schweden erhielt außer einer Kriegsentschädigung von 5 Millionen Talern zur Auflösung seiner Truppen ganz Vorpommern neben der Insel Rügen und den Odermündungsinseln Usedom und Wollin, dazu Stettin und einen in seiner Ausdehnung noch festzulegenden Streifen auf dem rechten Oderufer; ferner die Stadt Wismar mit den Ämtern Poel und Neukloster vom Herzogtum Mecklenburg, das Erzstift Bremen mit dem Hamburger Domkapitel und das Hochstift Verden. Alle diese Gebiete sollten deutsche Reichslehen bleiben, und Schweden sollte sie als deutscher Reichsstand mit Sitz und Stimme auf den Reichs- und Kreistagen besitzen.
Der Kurfürst von Brandenburg bekam den Rest von Pommern und als Entschädigung für Vorpommern, auf welches sein Haus nach dem Erlöschen des pommerschen Herzogsgeschlechts (1637) ein Erbrecht hatte, das Erzstift Magdeburg und die Hochstifte Halberstadt, Minden und Cammin; doch blieb Magdeburg bis 1680 im Besitz des damaligen Administrators, des sächsischen Prinzen August. Herzog Adolf Friedrich von Mecklenburg-Schwerin erhielt für die Abtretung von Wismar die Hochstifte Schwerin und Ratzeburg. Dem Herzogtum Braunschweig-Lüneburg wurde die Herrschaftsfolge im Hochstift Osnabrück, abwechselnd mit einem katholischen, vom Domkapitel gewählten Bischof (alternative Succession), zugestanden sowie die Klöster Walkenried und Gröningen überlassen. Die Landgrafschaft Hessen-Kassel erhielt die gefürstete Abtei Hersfeld und einen Teil der ehemaligen Grafschaft Schaumburg. Bayern blieb im Besitz der Oberpfalz und der Kurwürde. Die Kurpfalz mit der neu geschaffenen achten Kurwürde und dem Erzschatzmeisteramt wurde dem Sohn des geächteten Friedrich V., Karl Ludwig, zurückgegeben.
Frankreich erhielt die Festung Pinerolo im Piemont und die lothringischen Bistümer und Städte Metz, Toul und Verdun, die sogenannten Trois-Évêchés, welche es tatsächlich schon seit 1552 besaß. In Philippsburg im Hochstift Speyer erhielt es das Recht, eine dauerhafte Garnison zu unterhalten. Ferner trat der Kaiser alle Rechte, die sowohl das Haus Österreich als auch das Reich bisher auf die Stadt Breisach, die Landgrafschaften Oberelsass (den Sundgau) und Unterelsass, und die Landvogtei der zehn vereinigten Reichsstädte im Elsass gehabt hatten, der Krone Frankreich auf ewig ab. Gleichzeitig gab es eine Schutz- und Bestandsgarantie für die reichsunmittelbaren Gebiete im Elsass, die aber dadurch eingeschränkt wurde, dass sie die französische Oberhoheit nicht beeinträchtigen dürfe.

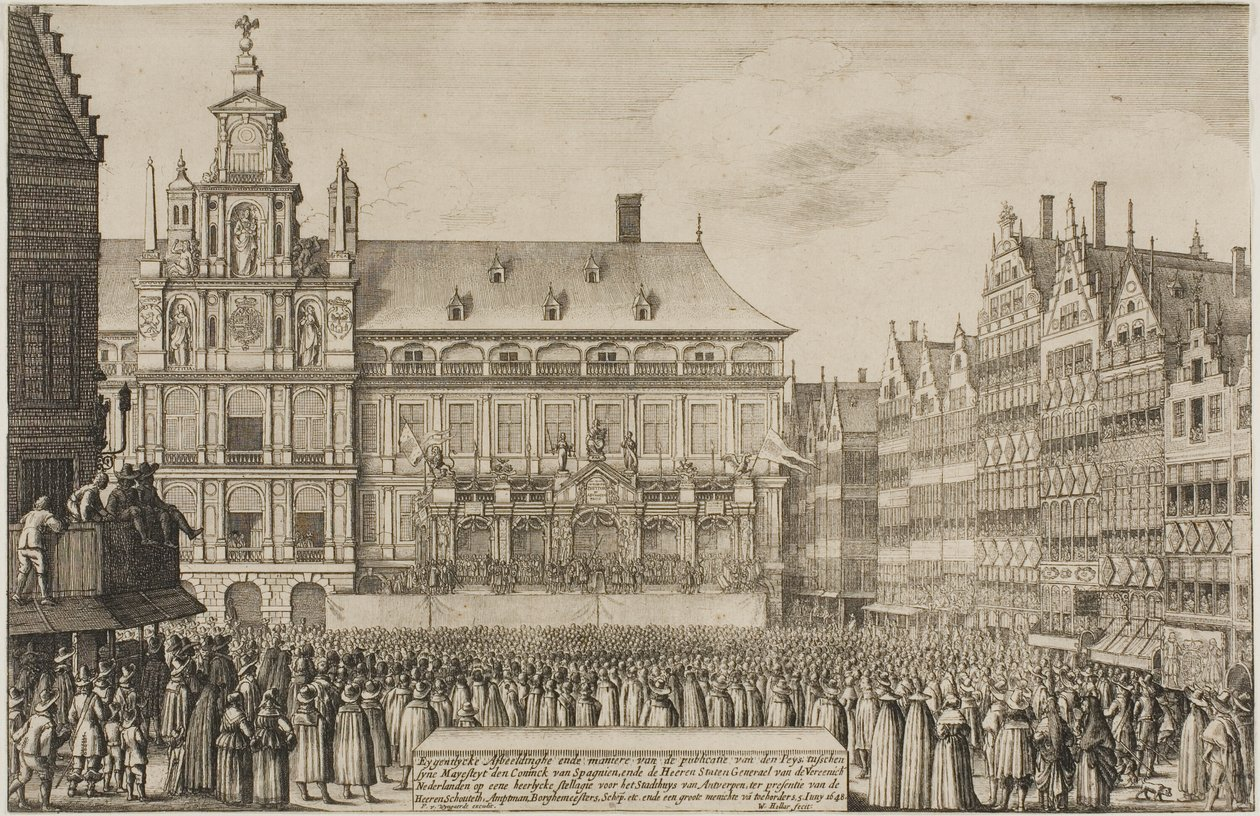
Proklamation des Friedens von Münster in Antwerpen 1648, Kupferstich von Wenceslaus Hollar

Die Alte Eidgenossenschaft wurde als unabhängig vom Heiligen Römischen Reich anerkannt. Im parallelen Frieden von Münster wurde die Unabhängigkeit der Niederlande von Spanien anerkannt. In der deutschen Geschichtsschreibung wird der Friede von Münster generell auch als das endgültige Ausscheiden der Niederlande aus dem Heiligen Römischen Reich verstanden, obwohl die Habsburger die Niederlande mittels des Burgundischen Vertrags im Jahr 1548 schon weitgehend aus dem Herrschaftssystem des Heiligen Römischen Reiches herausgelöst hatten. De facto formten die Niederlande schon seit 1579 einen selbständigen Staat. Im Dokument des Friedens von Münster wurde weder das Heilige Römische Reich noch der Kaiser genannt.
Abgesehen von diesen Veränderungen setzte der Friede eine unbeschränkte Amnestie für alles, was seit 1618 geschehen war, und eine Wiederherstellung (Restitution) des kirchlichen Besitzstandes von 1624 im sogenannten Normaljahr fest. Nur der Kaiser erreichte davon für seine Erblande eine Ausnahme, indem er für die Eigentums- und Besitzrestitution seiner Untertanen nur das Stichjahr 1630 anerkannte.

### Kirchliche und politische Angelegenheiten
Der Westfälische Friede war kein reiner Religionsfriede, sondern ein politischer Friedensvertrag. Der Papst hat gegen den Westfälischen Frieden protestiert und ihn nicht anerkannt.
In der kirchlichen Frage bestätigte der Friede den Passauer Vertrag und den Augsburger Religionsfrieden und schloss nun die Reformierten in die bisher nur den Augsburger Religionsverwandten gewährte Rechtsstellung ein. Alle drei Konfessionen, die katholische, die lutherische und die reformierte, wurden vollkommen gleichgestellt; die protestantische Minorität durfte auf den Reichstagen in Religionssachen nicht überstimmt werden. Die reformatorischen Täufer waren weiterhin von der rechtlichen Anerkennung auf Reichsebene ausgeschlossen.
Der Streit über die geistlichen Stifte und Güter wurde unter Aufhebung des Restitutionsedikts von 1629 dahin ausgeglichen, dass 1624 Normaljahr sein und der evangelische und katholische Besitzstand so bleiben oder wiederhergestellt werden sollte, wie er am 1. Januar 1624 gewesen war. Doch wurden auch hiervon die kaiserlichen Erblande ausgenommen, in denen der Kaiser das unbeschränkte landesherrliche Reformationsrecht mit wenigen Ausnahmen behaupten konnte. Die Territorialhoheit der Reichsstände wurde ausdrücklich anerkannt, ihnen wurde das Recht bestätigt, zu ihrer Erhaltung und Sicherheit untereinander und mit auswärtigen Mächten Bündnisse zu schließen. Diese durften nur nicht gegen Kaiser und Reich gerichtet sein. Die neue Verfassung des Reichs sollte auf dem nächsten Reichstag beraten werden.
Für die konfessionell gemischten Reichsstädte Ravensburg, Biberach und Dinkelsbühl in Süddeutschland wurde ein paritätisches Regierungs- und Verwaltungssystem eingeführt (Gleichberechtigung und exakte Ämterverteilung zwischen Katholiken und Protestanten, siehe Paritätische Reichsstadt). In Augsburg war die Parität schon in der Stadtverfassung von 1548 verankert und wurde durch diesen Vertrag bestätigt.

## Wertung und Ausblick

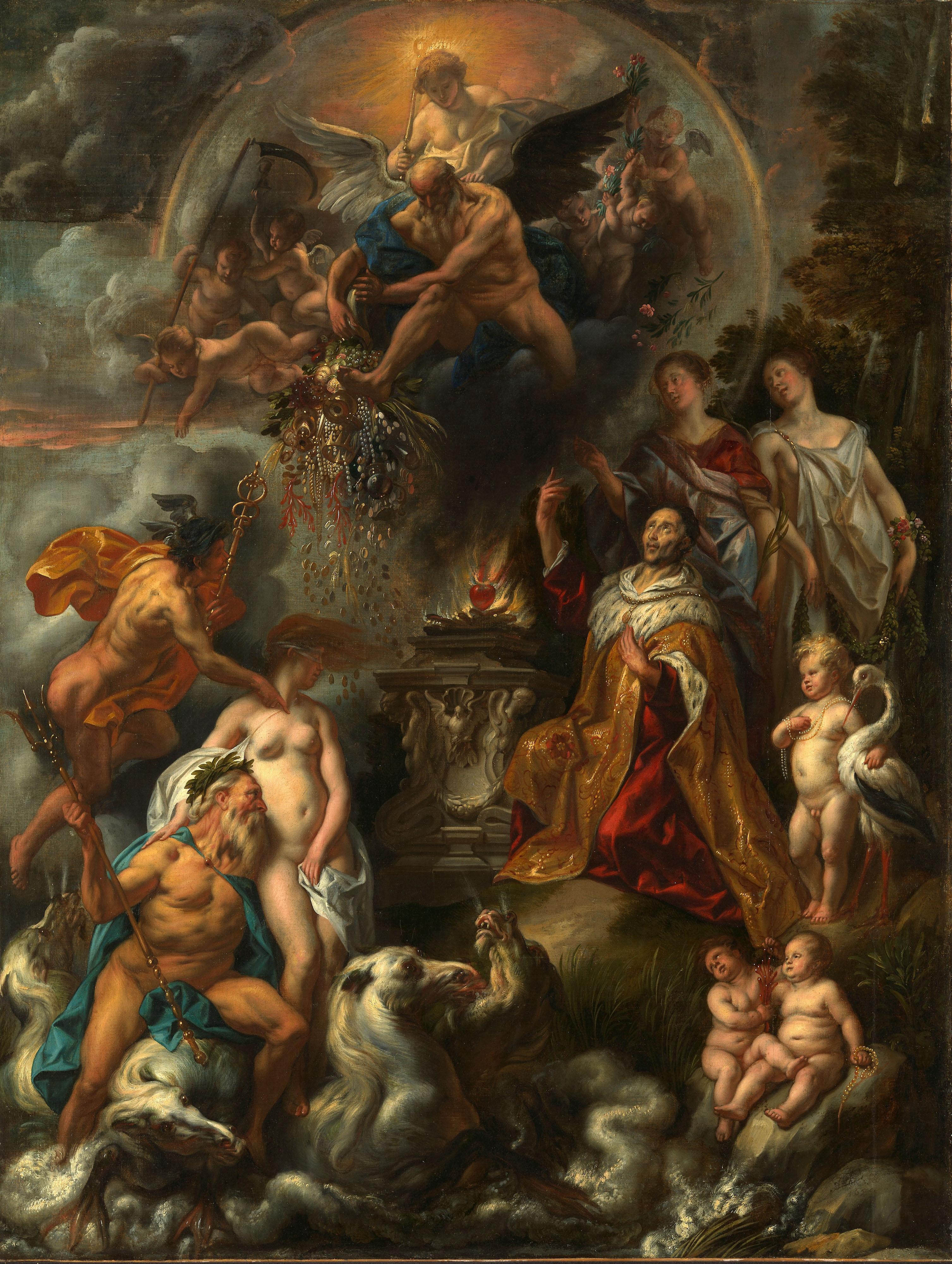
Allegorie des Westfälischen Friedens, Jacob Jordaens.

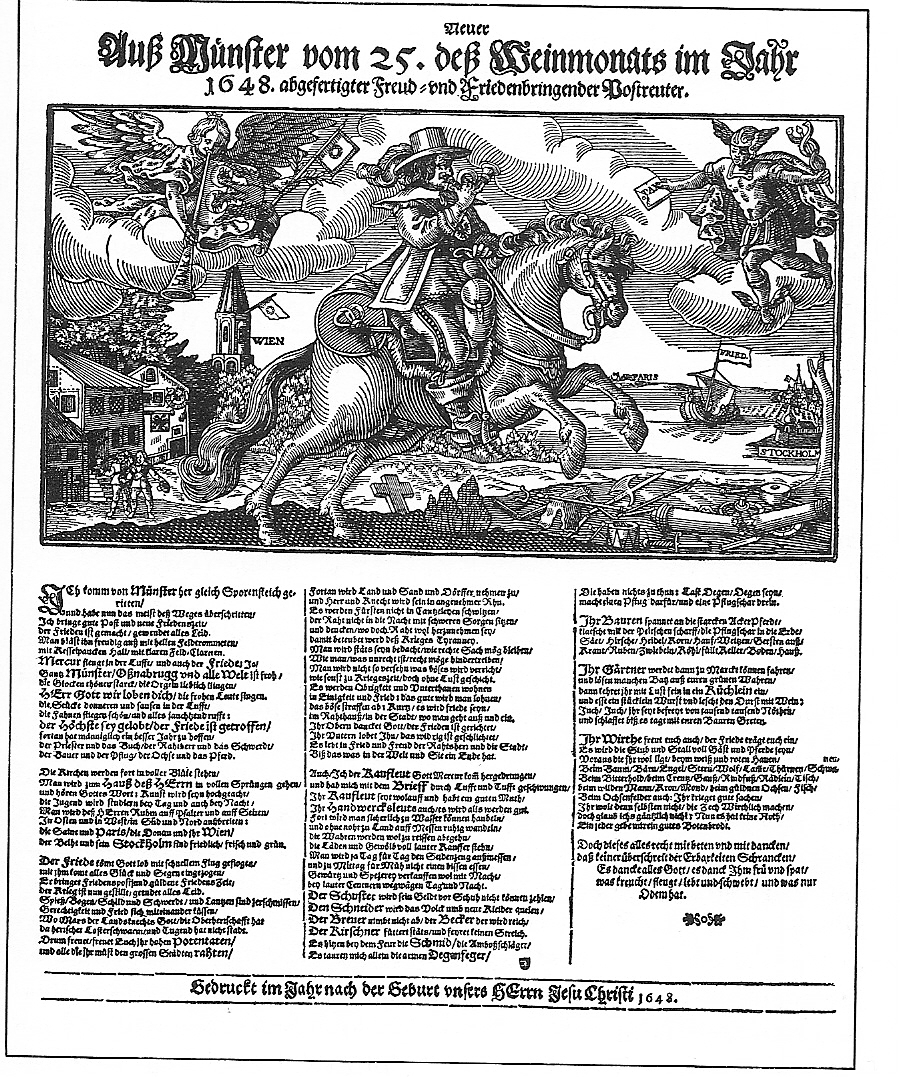
Flugblatt zum Westfälischen Frieden, 1648.

Der Westfälische Friede war ein Kompromiss zwischen allen beteiligten Parteien, der möglich wurde, weil durch die totale Erschöpfung der Ressourcen und die allgemeine Kriegsmüdigkeit keine Seite durch die Fortführung des Krieges etwas gewinnen konnte. Das umfangreiche Regelwerk umfasst neben einem revidierten Religionsfrieden auch weitgehende Regelungen der Verfassungsverhältnisse des Reiches, die auf einen Ausgleich zwischen Kaiser und Reichsständen bedacht sind. Damit wurde der Friedensvertrag neben der Goldenen Bulle zum wichtigsten Dokument der Reichsverfassung. Viele der in ihm festgelegten politischen Kompromisse wirken noch bis in die Gegenwart fort. Im Vertragswerk offen gebliebene Fragen, insbesondere zum Thema Truppenabzug, wurden in den Folgemonaten im Friedensexekutionskongress in Nürnberg geklärt.
Nach heutigem Verständnis wird der Westfälische Friede als historischer Beitrag zu einer europäischen Friedensordnung gleichberechtigter Staaten und als Beitrag zum friedlichen Miteinander der Konfessionen gewertet. Die Verhandlungen von Münster, Osnabrück und Nürnberg stehen am Anfangspunkt einer Entwicklung, die zur Herausbildung des modernen Völkerrechts geführt hat, weshalb die Politikwissenschaft hier die Grundlagen des souveränen Nationalstaats sieht. Die Politikwissenschaft bezieht sich bei der Betrachtung von internationalen Beziehungen explizit, aber nicht ausschließlich auf die Interaktion zwischen souveränen Staaten, das so genannte Westfälische System. Für dessen Aufrechterhaltung plädiert der Realismus.
Von vielen Zeitgenossen wurde der Friede als heiß ersehntes Ende eines jahrzehntelangen Krieges begrüßt. Bis zum Ende des 18. Jahrhunderts galt er insbesondere den Protestanten als Fundament der reichsständischen Libertät und Quelle der Religionsfreiheit der Reichsstände. Andererseits sah der Papst den Religionsfrieden kritisch und die nachfolgenden Kriege Ludwigs XIV., insbesondere der Holländische Krieg, wurden durch den Westfälischen Frieden auch nicht verhindert. Im Jahr 1748 wurde in den deutschen Staaten eine Vielzahl von Medaillen auf den Westfälischen Frieden geprägt, die zeigen, welche große Bedeutung diesem Frieden auch 100 Jahre danach noch immer beigemessen wurde.

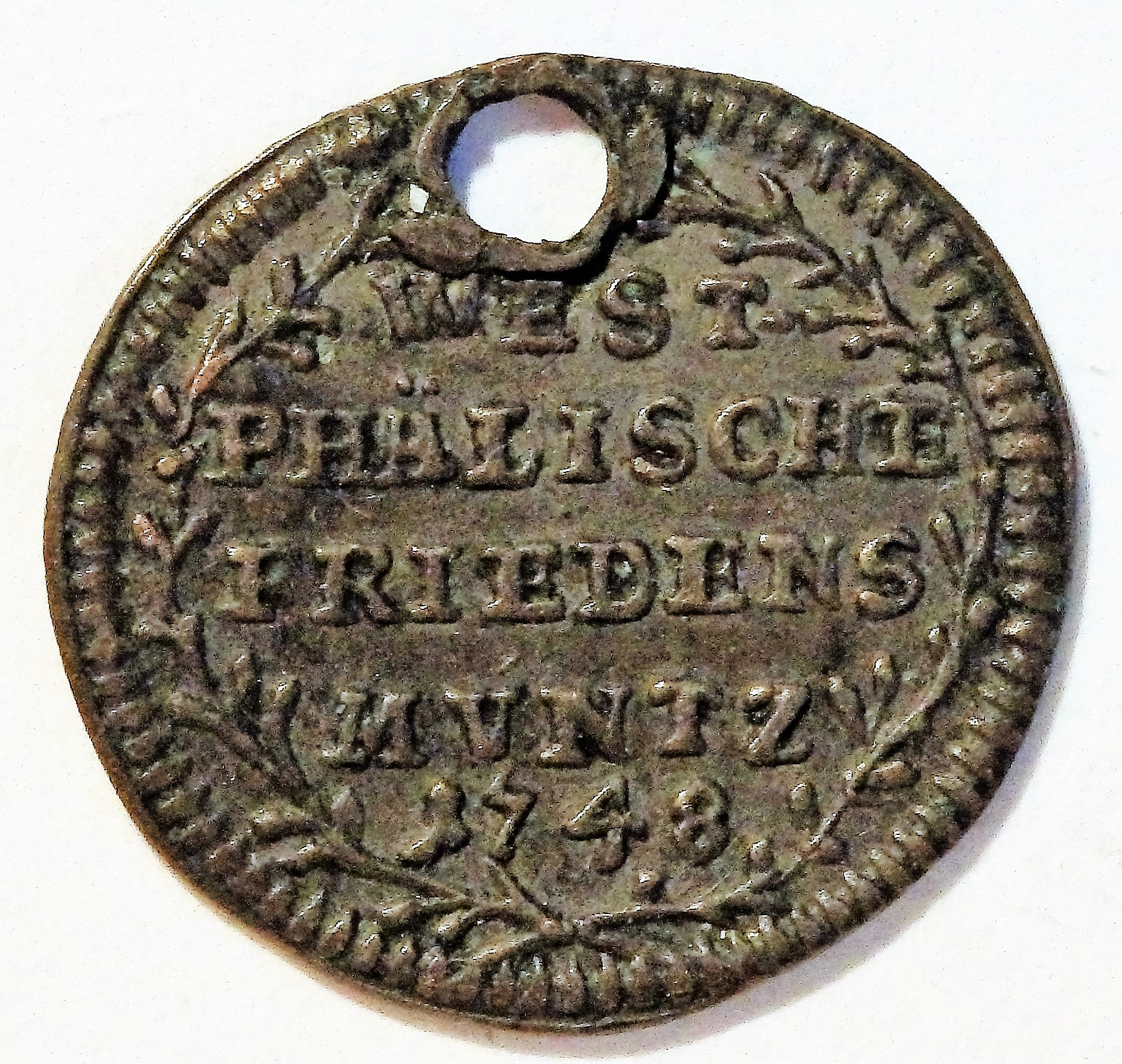
Kleine Silbermedaille auf 100 Jahre Westfälischen Frieden.

Erst im 19. Jahrhundert verdüsterte sich in Deutschland die Einschätzung aus dem Blickwinkel des kleindeutsch-preußischen Nationalismus, aber auch aus großdeutscher Perspektive. Der Friede wurde als Schande und Erniedrigung für Deutschland abqualifiziert; das Heilige Römische Reich als wehrlose Beute des „Erbfeinds“ Frankreichs gesehen. In der Zeit des Nationalsozialismus spitzte sich diese Einschätzung noch zu. Der Friedensschluss wurde für anti-französische Propaganda instrumentalisiert.
Heute gilt die Entstehung des deutschen Nationalstaates nicht mehr als einziger Maßstab zur Bewertung historischer Ereignisse. Die neueste Forschung sieht im Westfälischen Frieden daher eher den Beginn einer neuen Machtbalance und Kooperation zwischen den Reichsständen, dem Kaiser und den Institutionen des Reiches.

## Filme
- 1648 – Der lange Weg zum Frieden. 89-minütige Fernsehdokumentation von Holger Preuße (WDR, Deutschland 2018)

## Musik
Anlässlich des Jubiläumsjahrs „375 Jahre Westfälischer Frieden“ im Jahr 2023 wurden sowohl ein Chorstück im Auftrag der Münsteraner Lambertikirche durch Mathias Rehfeldt als auch die Friedensmesse Missa 1648 durch Benjamin Pfordt komponiert. Neben den liturgischen Gesängen wurden in der Messe auch Texte aus der Zeit des Dreißigjährigen Krieges vertont (u. a. „Tränen des Vaterlandes“ von Andreas Gryphius) unter Verwendung von Melodien aus Kriegszeiten von Melchior Franck, Andreas Hammerschmidt und Johann Hildebrand.

### Moderne Abhandlungen
- Volker Arnke, Siegrid Westphal (Hrsg.): Der schwierige Weg zum Westfälischen Frieden. Wendepunkte, Friedensversuche und die Rolle der „Dritten Partei“. De Gruyter Oldenbourg, Berlin/Boston 2021 (= bibliothek altes Reich 35), ISBN 978-3-11-070359-7.
- Franz Bosbach: Die Kosten des Westfälischen Friedenskongresses. Eine strukturgeschichtliche Untersuchung. Aschendorff, Münster 1984, ISBN 3-402-05632-1.
- Klaus Bußmann, Heinz Schilling: 1648 – Krieg und Frieden in Europa, Katalogband und zwei Textbände, Münster 1998 [Dokumentation der Europaratsausstellung zum 350-jährigen Jubiläum des Westfälischen Friedens in Münster und Osnabrück.] Münster/ Osnabrück 1998, ISBN 3-88789-127-9, Textbände (online).
- Fritz Dickmann: Der Westfälische Frieden. Münster, 7. Auflage. Aschendorff Verlag, Münster 1998, ISBN 3-402-05161-3.
- Heinz Duchhardt (Hrsg.): Bibliographie zum Westfälischen Frieden. Bearbeitet von Eva Ortlieb und Matthias Schnettger. Münster: Aschendorff, 1996 (= Schriftenreihe der Vereinigung zur Erforschung der Neueren Geschichte 26), ISBN 3-402-05677-1.
- Heinz Duchhardt: Der Westfälische Friede. Diplomatie – politische Zäsur – kulturelles Umfeld – Rezeptionsgeschichte. R. Oldenbourg Verlag, München 1998, ISBN 3-486-56328-9.
- Dorothée Goetze, Lena Oetzel (Hrsg.): Warum Friedenschließen so schwer ist. Frühneuzeitliche Friedensfindung am Beispiel des Westfälischen Friedenskongresses. Aschendorff, Münster 2019 (= Schriftenreihe zur Neueren Geschichte 39. NF 2), ISBN 978-3-402-14768-9.
- Herbert Langer: Das Tagebuch Europas. Sechzehnhundertachtundvierzig, Der Westfälische Friede. Brandenburg. V., Berlin 1994, ISBN 3-89488-070-8.
- Christoph Link: Die Bedeutung des Westfälischen Friedens in der deutschen Verfassungsentwicklung. Zum 350-jährigen Jubiläum eines Reichsgrundgesetzes. In: Juristenzeitung. 1998, S. 1–9.
- Roswitha Philippe: Württemberg und der Westfälische Friede. Aschendorff, Münster 1976, ISBN 3-402-05627-5. (= Schriftenreihe der Vereinigung zur Erforschung der Neueren Geschichte 8)
- Michael Rohrschneider: Der gescheiterte Frieden von Münster. Spaniens Ringen mit Frankreich auf dem Westfälischen Friedenskongress (1643–1649). Aschendorff, Münster 2007, (= Schriftenreihe der Vereinigung zur Erforschung der Neueren Geschichte 30), ISBN 3-402-05681-X.
- Anton Schindling: Der Westfälische Frieden und die mittelrheinisch-hessische Landesgeschichte. Einige Gedanken zu der Bonner Edition der Acta Pacis Westphalicae, in: Nassauische Annalen 89, 1978, S. 240–251.
- Anton Schindling: Der Westfälische Frieden und der Reichstag, in: Hermann Weber (Hrsg.), Politische Ordnungen und soziale Kräfte im Alten Reich (= Veröffentlichungen des Instituts für Europäische Geschichte Mainz, Beiheft 8). Wiesbaden 1980, S. 113–153.
- Anton Schindling: Der Westfälische Frieden und die deutsche Konfessionsfrage, in: Manfred Spieker (Hrsg.), Friedenssicherung, Bd. 3: Historische, politikwissenschaftliche und militärische Perspektiven. Münster 1989, S. 19–36.
- Anton Schindling: Art. „Westfälischer Frieden“, in: Handwörterbuch zur Deutschen Rechtsgeschichte (HRG), Bd. 5, Berlin 1998, Sp. 1302–1308.
- Anton Schindling: Der Westfälische Frieden und das Nebeneinander der Konfessionen im Heiligen Römischen Reich Deutscher Nation, in: Konrad Ackermann/Alois Schmid/Wilhelm Volkert (Hrsg.), Bayern. Vom Stamm zum Staat. Festschrift für Andreas Kraus zum 80. Geburtstag, Bd. 1, München 2002, S. 409–432.
- Georg Schmidt: Geschichte des Alten Reiches. Staat und Nation in der Frühen Neuzeit 1495–1806. München 1999, ISBN 3-406-45335-X.
- Benno Teschke: Mythos 1648 – Klassen, Geopolitik und die Entstehung des europäischen Staatensystems. Münster 2007, ISBN 978-3-89691-122-3.
- Anuschka Tischer: Französische Diplomatie und Diplomaten auf dem Westfälischen Friedenskongress. Außenpolitik unter Richelieu und Mazarin. Aschendorff, Münster 1999, ISBN 3-402-05680-1. (= Schriftenreihe der Vereinigung zur Erforschung der Neueren Geschichte 29)
- Siegrid Westphal: Der Westfälische Frieden. Beck, München 2015, ISBN 978-3-406-68302-2.
- Manfred Wolf: Das 17. Jahrhundert. In: Wilhelm Kohl (Hrsg.): Westfälische Geschichte. Band 1. Schwann, Düsseldorf 1983, S. 537–685, bes, ISBN 3-590-34211-0, S. 561 ff. (= Veröffentlichungen der Historischen Kommission für Westfalen, XLIII)
- Der Westfälische Frieden. Lateinisch/Deutsch. Gerd Flemmig (Hrsg.), Ditzingen 2021, ISBN 978-3-15-014092-5

### Lexikalische Zusammenfassungen
- Westfälischer Friede, Lexikoneintrag in: Meyers Großes Konversations-Lexikon. 6. Auflage, Band 20, Leipzig / Wien 1909, S. 561–562 (Zeno.org).
- Paul Hinschius: Westfälischer Frieden, Lexikoneintrag in: Real-Encyklopädie für protestantische Theologie und Kirche, Band 16, Hinrichs’sche Buchhandlung, Leipzig 1885, S. 829–847 (Google Books).